# Nicolás Montañez
Nicolás de San Luis Montañez fue un militar español del siglo XVI. Indígena de Tula emparentado con Moctezuma II, se convirtió al cristianismo y obró como importante general novohispano (actualmente territorio mexicano).

## Biografía
Descendía de los reyes toltecas y era pariente muy cercano de Moctezuma II. Se alió a los conquistadores y desempeñó un gran papel. Carlos V lo nombró cacique de la ciudad de Tula y capitán general para que pacificase el país de los chichimecas y otomíes, nombramientos que, con el de Caballero de Santiago, le entregó por su propia mano el virrey Luis de Velasco en 1551.
Después de haber reunido un pequeño ejército, fue con él al encuentro del cacique chichimeca Maxorro, al que consiguió derrotar y hacer prisionero. No se sabe que tomara parte en ningún hecho posterior, pues algún tiempo más tarde el también nativo Valerio de la Cruz desempeñaba el cargo de Montañez, el cual murió en México y fue enterrado el convento de san Francisco.